# Cyberguerre
La cyberguerre, guerre cybernétique (en anglais : cyberwarfare) ou guerre de la toile consiste en l'utilisation d'ordinateurs et d'Internet pour mener une guerre dans le cyberespace.
Depuis le début du XXIe siècle, le réseau Internet est devenu un lieu d'affrontement, tout objet numérique devenant une cible d'attaquants potentiels.
Le terme « cyberguerre » est cependant contesté par de nombreux observateurs, le principal argument étant son absence de léthalité.

## Types d'attaques
Il existe plusieurs typologies d'attaques :
- le vandalisme : attaques visant à modifier ou défigurer des pages web, ou les attaques de déni de service. Ce type est simple à combattre et cause généralement peu de dommages ;
- la propagande et la désinformation : des messages politiques (ou autres) peuvent « bombarder » tout utilisateur de l'Internet ;
- l'espionnage politique/industriel ou la collecte de données (à l'aide de chevaux de Troie et de spywares) : des informations confidentielles qui ne sont pas correctement sécurisées peuvent être interceptées et modifiées, rendant possible l'espionnage d'un bout à l'autre du monde (voir Titan Rain et Moonlight Maze (en)) ;
- l’arrêt ou le sabotage d'équipements : les activités militaires qui mettent en œuvre des ordinateurs et des satellites permettant de coordonner des moyens de défense sont particulièrement visés par ce type d'attaques. Les ordres et les communications peuvent être interceptés ou modifiés, mettant ainsi les troupes en danger ;
- attaques d'infrastructures sensibles[4] : centrales électriques, distribution d'eau, oléoducs et pétroliers, communications et moyens de transports sont vulnérables à ce genre d'attaques.

## Histoire
Dans La Guerre hors limites, publié en 1999, les colonels chinois Qiao Liang (en) et Wang Xiangsui (en) imaginent que l'informatique deviendra l'une des armes du XXIe siècle. La figure du soldat serait ainsi petit à petit remplacée, en partie, par des hackeurs. Cela est cohérent avec la stratégique chinoise, la Chine ayant créé un corps d'armée de 9,600 hommes affecté au cyberespace. Aujourd'hui l'armée chinoise est régulièrement accusée de vouloir attaquer les systèmes informatiques américains par le US Secretary of Defense;[réf. nécessaire].
En 2008 est créée en France, l'Agence nationale de la sécurité des systèmes d'information (ANSSI) et un livre blanc de la Défense est publié. Cependant, la France reste un pays particulièrement vulnérable car selon l'ancien ministre Jean-Marie Bockel « l'ampleur de la menace » comme son caractère stratégique ont été « largement sous-estimés », alors que les attaques se comptent encore par dizaines chaque année.
Détecté en 2010, par une société de sécurité de Biélorussie, le virus Stuxnet est issu du programme américain de cyber-attaque « Olympic Games », comme les deux autres virus Flame et DuQu. Ce programme de défense date de la fin 2006, il est le fruit d'une coopération entre la NSA américaine et l'unité 8200 israélienne. Les premières versions de Stuxnet dateraient de 2009. Il était porteur d'une mission stratégique, remplacer les frappes militaires préventives envisagées par Israël, afin de ralentir le programme nucléaire iranien, pour donner du temps aux négociations et pressions internationales sur la république islamique. Selon le Français Patrick Pailloux, directeur de l'ANSSI : Il semble que l'on a franchi le Rubicon s'agissant de « la première attaque majeure de cette nature ayant entraîné des destructions physiques affectant une infrastructure importante ». Selon l'éditeur Symantec, il s'installait dans les systèmes Scada — des ordinateurs professionnels — qui pilotent tous les systèmes automatiques (signalisation routière, métro, ascenseurs, etc.) mais ses véritables cibles étaient les centrifugeuses iraniennes de Natanz, un objectif militaire.
En 2011, les Anonymous ont contribué à la révolution tunisienne en aidant les internautes tunisiens à contrecarrer les limitations imposées par le gouvernement tunisien. Ainsi, cette forme d'action a facilité le rassemblement populaire qui, plus tard, a renversé le gouvernement de Ben Ali. Par exemple, Sofiène Chourabi, journaliste dissident, a pu réutiliser son compte Facebook après qu'il fut désactivé.
Le 1er septembre 2011, le ver informatique espion DuQu est détecté par le laboratoire de sécurité de l'université de Budapest. Les premières versions de DuQu dateraient de 2008. Il présente de nombreuses similarités avec Stuxnet avec lequel il partage des modules identiques mais en plus il utilise des failles inconnues de Windows ce qui laisse supposer que ces créateurs ont eu accès au code source composant le cœur du système de Microsoft. Sa première mission était de dérober des certificats numériques afin de se faire passer pour un logiciel inoffensif et de collecter des données. Il était contrôlé à partir d'ordinateurs situés en Europe, aux Philippines et en Chine.
En mai 2012, est détecté le virus Flame par l'éditeur russe de logiciels de sécurité Kaspersky. Les premières versions de Flame dateraient de 2007. Il s'installait par détournement de la fonction « Windows Update » qui met à jour automatiquement le système d'exploitation Windows. Son étude a montré qu'il est l’œuvre de la même équipe informatique qui a mis au point Stuxnet et DuQu, il a aussi des modules communs avec ces derniers, mais il est plus gros et plus complexe. Plus de 60 % des machines infectées par Flame — dans les centres industriels militaires, les centrales nucléaires, les usines de traitement de l'eau — étaient situées en Iran. Son rôle était de transmettre à l'attaquant des copies de documents sensibles, des mots de passe, de prendre le contrôle des webcams, des micros et de mettre en hors service les centrifugeuses des sites nucléaires.
En 2012, un groupe d'experts internationaux, soutenu par le centre d'excellence de l'OTAN en cyberdéfense (situé à Tallinn, Estonie), a publié le premier manuel de droit applicable à la cyberguerre.
En septembre 2012, Harold Koh, conseiller juridique du département d'État américain a livré les tout premiers éléments de la conception américaine de la cyberguerre.
À la suite des attaques d'août, septembre et octobre 2012 contre Aramco, RasGaz, 6 grandes banques américaines et une française, les États-Unis sont persuadés que la république islamique iranienne est responsable de ces attaques, s'en prenant à l'industrie saoudienne et à des institutions financières américaines pour se venger des attaques menées contre son propre programme nucléaire et prendre le dessus sur son puissant rival sunnite saoudien, allié des Américains.
En janvier 2013, Israël lance un programme d'entraînement visant les adolescents. Benjamin Netanyahu entend ainsi recruter les jeunes les plus brillants en vue de créer un Dôme de fer numérique.
Dans un rapport publié le 18 février 2013, la société américaine de sécurité informatique Mandiant accuse l'unité l'Unité 61398 de l'Armée Chinoise d'être à l'origine depuis 2006 d'une vaste opération de cyber-espionnage visant à s'approprier des volumes considérables de données sensibles au sein de 141 entreprises et organisations principalement anglo-saxonnes.
Les États-Unis mènent une cyberguerre contre la Corée du Nord afin d'affecter et de perturber son programme nucléaire. Ce type d'action est toutefois controversé : selon l'historien américain Bruce Cumings, si la Corée du Nord recourait elle aussi à ces méthodes contre les États-Unis, cela serait considéré comme un acte de guerre.

## Quelques cyber-attaques
- À partir du 27 avril 2007, l'Estonie a subi une cyberguerre importante, par déni de services, qui s'est cependant rapidement terminée. Le pays, qui était alors un des plus dématérialisés du monde, fut entièrement paralysé. D'après le gouvernement américain , ce serait la Russie qui aurait lancé cette offensive de courte durée qui serait d'ailleurs un coup de semonce, utilisant l'importance de la « cyberdépendance » de l'Estonie. Cette attaque était une réaction des Russes à la décision du gouvernement estonien de faire déboulonner la statue du soldat soviétique jusque-là installée au cœur de la capitale Tallinn ;
- En octobre 2007, un virus d'origine israélienne s'attaqua aux systèmes de défense sol-air de la Syrie les rendant inopérants afin d'apporter aux chasseurs-bombardiers de Tsahal plus de sécurité lors de leur attaque du réacteur nucléaire syrien d'al-Kibar ;
- En 2008, durant la guerre d'Ossétie du Sud, l'armée géorgienne et l'armée russe se sont livrées à une guerre informatique qui s'est soldée par le piratage de plusieurs sites officiels du gouvernement géorgien dont le but était de déstabiliser psychologiquement le président Mikheil Saakachvili; sur certains sites son portrait officiel avait été remplacé par celui d'Adolf Hitler ;

Visualisation de l'attaque de 2009 contre la Corée du Sud

- En 2009 des attaques en déni de service ont eu lieu contre des sites gouvernementaux, financiers, et de médias de Corée du Sud et des États-Unis[14].
- En septembre 2010, l'Iran a été attaqué par le ver informatique Stuxnet, dont le but était d'infecter les systèmes de la centrale nucléaire de Natanz et de la centrale nucléaire de Bouchehr. Au moins, un cinquième des centrifugeuses iraniennes ont été détruites ralentissant d'un an la mise au point de la centrale nucléaire civile énergétique iranienne. Selon Moscou, ce logiciel malveillant serait l'œuvre d'Israël et des États-Unis ;
- En 2011, lors des manifestations contre le militarisme japonais en Corée du Sud et en Chine, de nombreux sites internet et serveurs gouvernementaux japonais ont ainsi été attaqués, puis occupés par des pirates, ainsi que le site de Sony en Chine. Ces attaques coordonnées, menées à partir de milliers d'ordinateurs, utilisent le déni de service ;
- En 2011, un virus introduit dans une base aérienne du Nevada a réussi à infecter les postes de contrôle des drones américains déployés en Afghanistan ;
- En août 2012, la compagnie pétrolière saoudienne Aramco et la compagnie gazière qatarie RasGas sont toutes les deux visées par un virus informatique Shamoon (en) qui a entraîné la destruction des quelque 30 000 ordinateurs d'Aramco. Selon le secrétaire américain à la Défense Leon Panetta, il s'agit « probablement de l'attaque la plus destructrice que le secteur privé ait jamais vécu », estimant qu'il existe désormais un risque de « cyber-Pearl Harbor », faisant du cyber-espace « le champ de bataille du futur » ;
- Fin septembre 2012, six grandes banques américaines ont été attaquées à l'aide d'un virus par un groupe de hackers se référant au prêcheur musulman antisioniste Izz al-Din al-Qassam des années 1920 et 1930 à la suite de la sortie sur le web du film L'Innocence des musulmans. Les Américains voient l'Iran derrière ces attaques. Mi-octobre 2012, le même virus a attaqué une grande banque française. Selon le contre-amiral français Arnaud Coustillière, officier général de la cyberdéfense à l'état-major des armées : « C'est la première fois qu'un signal politique à visée stratégique est diffusé dans cette région du golfe (…) une arme stratégique, qui pèse dans les conflits. Les actions se développent tous azimuts. Nous entrons dans une nouvelle ère »[15] ;
- Fin janvier 2013, le New York Times révèle que des pirates informatiques espionnaient ses journalistes (53 micro-ordinateurs piratés) depuis le 25 octobre 2012, date à laquelle il a publié un article sur la fortune accumulée par Wen Jiabao, le premier ministre chinois[16]. Dans les jours suivants, Bloomberg News, le Washington Post et le Wall Street Journal révèlent des attaques similaires qui se sont déroulées durant les trois années précédentes à la suite d'articles liés à des évènements ou personnalités chinois. Dans les 4 cas, les traces mènent vers des adresses IP en Chine[17] ;
- Le 27 août 2013, le New York Times (USA), le Huffington Post (U.K) et le service d'image du réseau social Twitter ont été la cible d'attaques de pirates informatiques pro-Assad[18]. Le revendication de l'attaque provient de la SEA, Syrian Electronic Army[19].

## Mise en place de protections par les États
La Chine a confirmé officiellement la création d'« une équipe spéciale chargée de la protection contre les éventuelles cyberattaques ». Une annonce qui n'a surpris aucun service de renseignement des autres pays engagés dans la cyberguerre, la Chine étant depuis longtemps[réf. nécessaire] l'un des pays les plus actifs sur ce front.
La Grande-Bretagne a annoncé en mai 2011 se doter de capacités offensives en matière de cyberguerre, et plus seulement défensives. Le ministre de la Défense, Nick Harvey, estime que « le cybermonde fera désormais partie du champ de bataille de l'avenir ».
En France, une chaîne de commandement opérationnel interarmées et ministérielle, placée sous l’autorité du chef d’état-major des armées et intégrée au sein du Centre de planification et de conduite des opérations (CPCO), a été mise en place pour organiser et conduire la cyberdéfense militaire à partir de 2014. Un Livre blanc sur la défense et la sécurité nationale de 2013 a prescrit le développement d’une réserve opérationnelle activable en cas de crise majeure. Dès 2013, les principales entreprises françaises du cyberespace ont été identifiées par le ministère des Armées et bénéficient d'un plan de surveillance et de sécurisation.
En 2016, la décision de former un nouveau corps d'armée cyber est prise par le ministre de la Défense d'alors, Jean-Yves Le Drian; son centre opérationnel est situé à Bruz, en Ille-et-Vilaine.

#### Bases de données et dictionnaires
- Notices dans des dictionnaires ou encyclopédies généralistes :   - Britannica
  - Den Store Danske Encyklopædi
  - Store norske leksikon
- Notices d'autorité :   - BnF (données)
  - LCCN
  - Israël
  - Tchéquie
  - Corée du Sud